# Blende (Colorado)
Blende es un lugar designado por el censo ubicado en el condado de Pueblo en el estado estadounidense de Colorado. En el Censo de 2010 tenía una población de 878 habitantes y una densidad poblacional de 239,41 personas por km².

## Geografía
Blende se encuentra ubicado en las coordenadas 38°15′11″N 104°33′58″O / 38.25306, -104.56611. Según la Oficina del Censo de los Estados Unidos, Blende tiene una superficie total de 3.67 km², de la cual 3.49 km² corresponden a tierra firme y (4.87%) 0.18 km² es agua.

## Demografía
Según el censo de 2010, había 878 personas residiendo en Blende. La densidad de población era de 239,41 hab./km². De los 878 habitantes, Blende estaba compuesto por el 82.23% blancos, el 0.8% eran afroamericanos, el 0.91% eran amerindios, el 0.8% eran asiáticos, el 0% eran isleños del Pacífico, el 11.62% eran de otras razas y el 3.64% pertenecían a dos o más razas. Del total de la población el 45.9% eran hispanos o latinos de cualquier raza.